# Bara no seidō
Bara no seidō (jap. 薔薇の聖堂 Sanktuarium róż) – piąty i ostatni album nagrany przez Malice Mizer. Wydany 23 sierpnia 2000. Został ponownie wydany w lutym 2007 wraz z DVD zatytułowanym Cardinal zawierającym teledyski do singli albumu oraz alternatywne wersje teledysków do kolejnych singli, Gardenia i Beast of Blood. Teksty wszystkich piosenek napisał Mana. W 2002 został wydany film Bara no konrei ~ Ma-yonaka ni kawashita yakusoku ~, w którym muzykę stanowiły utwory z albumu. Aktorami byli m.in. muzycy z zespołu.

## Charakter albumu
Bara no seidō w stosunku do poprzednich albumów Malice Mizer jest poważną zmianą w twórczości zespołu. W piosenkach w mniejszym stopniu kładziony jest nacisk na partie podwójne gitar, lecz zachowane są charakterystyczne cechy twórczości takich artystów jak David Bowie i Marilyn Manson. Elementy "Funeral Goth" obecne w stroju muzyków, a także piosenka Saikai no chi to bara są oczywistym odniesieniem do zmarłego w 1999 perkusisty zespołu, Kamiego.
Brzmienie zespołu to połączenie elementów pop rocka z rockiem eksperymentalnym oraz rockiem gotyckim i symfonicznym. Piosenki nadal zawierają (podobnie jak w starszych utworach) brzmienia skrzypiec czy klawesynu, a dodatkowo słyszany jest chór oraz organy rurowe.

## Promocja
Grupa nagrała, a następnie wydała promocyjne DVD pod tytułem Bara ni irodorareta akui to higeki no makuake zawierające zapis drugiego dnia koncertu zespołu w tokijskiej hali Nippon Budōkan.

## Lista utworów
1. Bara ni irodorareta akui to higeki no makuake (薔薇に彩られた悪意と悲劇の幕開け) - 0:29
2. Seinaru toki eien no inori (聖なる刻 永遠の祈り) - 8:13
3. Kyomu no naka de no yūgi (虚無の中での遊戯)	- 6:38
4. Kagami no butō genwaku no yoru (鏡の舞踏幻惑の夜) - 3:54
5. Ma-yonaka ni kawashita yakusoku (真夜中に交わした約束) - 6:01
6. Chinurareta kajitsu (血塗られた果実) - 4:39
7. Chika-suimyaku no meiro (地下水脈の迷路) - 5:28
8. Hakai no hate (破誡の果て) - 4:01
9. Shiroi hada ni kurū ai to kanashimi no rondo (白い肌に狂う愛と哀しみの輪舞) - 5:40
10. Saikai no chi to bara (再会の血と薔薇) - 5:31

## Skład
- Mana – gitara elektryczna, syntezator
- Közi – gitara, syntezator
- Yu~ki – gitara basowa
- Klaha – wokal w piosenkach 2, 4, 5, 6 i 9
- Maki Okada – wokal w piosence 2
- Youko Takai – wokal w piosence 7
- Yuichiro Goto – instrumenty smyczkowe w piosence 2, skrzypce w piosence 4, 9 i 10
- Motohide Tanaka – dyrektor muzyczny
- Masao Nakazato – mastering
- Teruhisa Abe – dyrektor artystyczny, design
- Kenji Tsukagoshi – fotografie
- Taqueya Yamashita – okładka
- Yukie Itoh – producent wykonawczy